# Links of Noltland

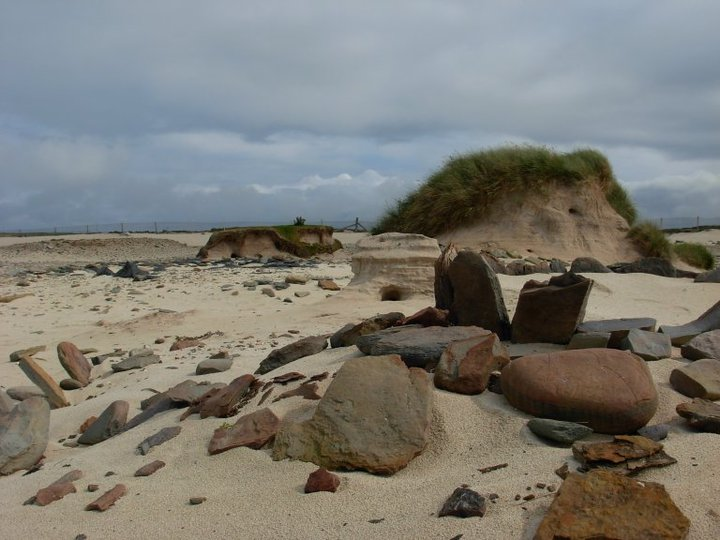
Links of Noltland

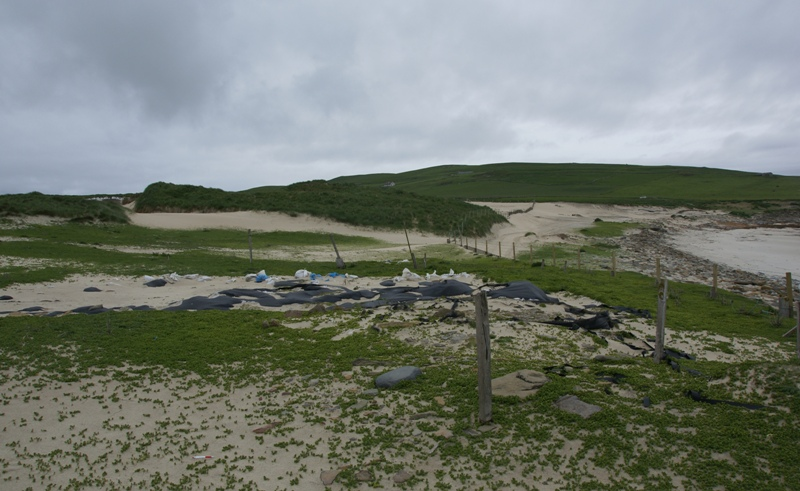
Links of Noltland

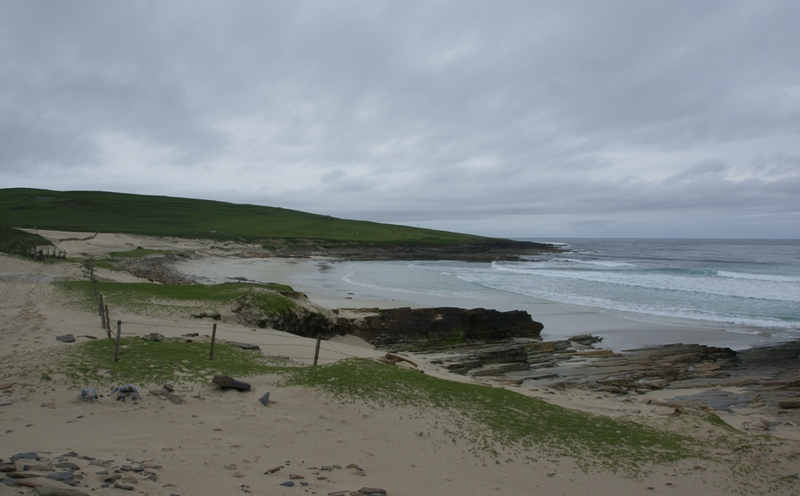
Links of Noltland

Die Links of Noltland sind ein in Ausgrabung befindlicher neolithischer und bronzezeitlicher archäologischer Fundplatz nahe der Grobust Bay an der Nordküste der Orkney-Insel Westray in Schottland. Das Ausmaß der Fundstelle überschreitet vermutlich die Größe von Skara Brae auf Mainland.
Bei Ausgrabungen in den 1980er Jahren fand sich ein neolithisches Gebäude. Im Jahr 2009 wurde das Westray Wife entdeckt, eine rautenförmige Figur, die vermutlich die früheste Darstellung eines menschlichen Gesichtes ist, die in Schottland gefunden wurde. Weitere Figuren wurden 2010 und 2012 gefunden. Möglicherweise gab es mehrere Nutzungsphasen des Platzes, da die erste Figur wahrscheinlich zwischen 3000 und 2500 v. Chr. geschnitzt wurde und andere Strukturen auf 2000 v. Chr. datiert werden. Andere Funde bestehen aus Grooved Ware (gerillter Tonware), polierten Knochenperlen und Werkzeugen. Die Ruinen werden zugefüllt, um sie vor Winterstürmen zu schützen.
Eine Entdeckung des Jahres 2009 ist ein großes Gebäude, das als „Dorfhalle“ bezeichnet wurde. Die Struktur war etwa 20 Meter breit und hatte etwa 3,0 Meter dicke Wände. Die Funde zeigen ein detailliertes Bild des Lebens in der Siedlung über einen langen Zeitraum von der neolithischen und frühen Bronzezeit. Die Bewohner bewirtschafteten Äcker, bauten Gerste und hielten Vieh.

## Grobust house
In einem erodierenden Hügel wurde 2015 ein fast völlig erhaltenes bronzezeitliches Brunnenhaus mit einer Treppe, die zu einer 2,5 Meter tiefen ursprünglich überdachten Zisterne führt, gefunden. Der Hügel wirkte zunächst wie ein Burnt Mound. Der enge Zugang und die dicht gepackten Zellen deuten darauf hin, dass es eine speziellere Funktion als die eines Burnt Mounds besaß und eher als Versammlungsort (für eine ausgewählte Gruppe) verwendet wurde. Das Gebäude, das etwa fünf Meter von der Küste am Rande der Links of Noltland ausgegraben wurde, wurde zu den zehn bedeutendsten archäologischen Entdeckungen des Jahres erklärt.
Bronzezeitliche Siedlungsreste sind selten auf Orkney. Die Komplexität der Gebäude auf den Links zeigt, dass sie von Bedeutung für die Gemeinschaft waren, die sie errichtete.
In der Nähe liegen der Queen o 'Howe Broch, das Kammergrab The Lum Head und die Ruinen von Noltland Castle.